# مدرسه پردازش بوطیقائی
مدرسه پردازش بوطیقائی (انگلیسی: School for Poetic Computation) (به اختصار SFPC ) ترکیبی از یک مدرسه، محل اقامت و گروه تحقیقاتی است که در سال ۲۰۱۳ در شهر نیویورک تأسیس شد. گروه کوچکی از دانشجویان و استادان از نزدیک برای کشف تلاقی کد ، هنر ، سخت‌افزار و نظریه کار می‌کنند - به ویژه بر مداخله هنری ، از جمله کد-شعر. دانش آموزان مدرسه به جای کلاس های رسمی، روی پروژه های خلاقانه تمرکز می کنند. شعار مدرسه «شعر بیشتر، دمو کمتر» است.